# John Betjeman

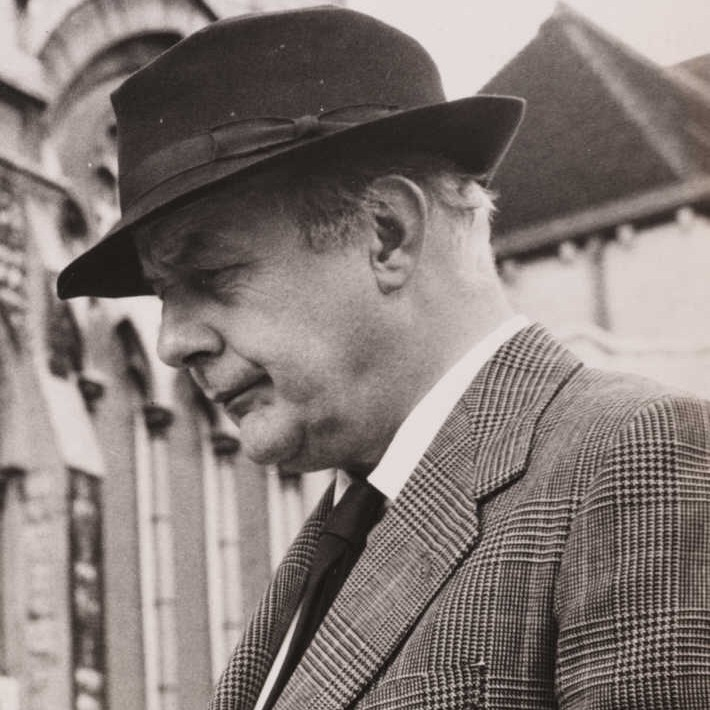
John Betjeman in 1961

John Betjeman (Londen, 28 augustus 1906 - Trebetherick, 19 mei 1984) was een Engels dichter en literatuurcriticus. 

## Levensloop
Betjeman groeide op in Highgate, een buitenwijk van Londen. Zijn vader was meubelmaker; zijn voorouders waren van Nederlandse afkomst. De familienaam luidde eerder Betjemann. De laatste -n zou tijdens de Eerste Wereldoorlog verdwenen zijn om de naam minder Duits te doen lijken. Eerder, tijdens de Vierde Engels-Nederlandse Oorlog, zouden voorouders ironisch genoeg deze extra -n juist toegevoegd hebben met het oog op de toen in Engeland heersende anti-Nederlandse sentimenten.
Hij studeerde in Oxford, maar behaalde daar niet zijn graad, omdat hij zijn werk verwaarloosde. Zijn jeugd en studententijd beschreef hij in Summoned by Bells (1960). Hij vond werk in het onderwijs en later als journalist. In de Tweede Wereldoorlog hield hij zich als persattaché van de Britse ambassade in het neutrale Dublin met spionageactiviteiten bezig. De IRA had destijds serieuze plannen hem te liquideren, die overigens werden afgeblazen nadat een van hen zijn werk had gelezen.
Hij trouwde in 1933 met Penelope Chetwode, de dochter van een generaal. Zij gingen uit elkaar in 1971 wegens haar bekering naar de rooms-katholieke kerk in 1949, terwijl hij een anglicaan bleef. Zij kregen twee kinderen.
Betjeman nam zichzelf niet al te serieus. Zijn poëzie is mede daardoor zeer toegankelijk: hij schreef persoonlijk getinte, soms lyrische, maar ook humoristische en satirische gedichten, en deed dat in eenvoudige taal. Zijn dichtwerk mocht zich daardoor verheugen in de belangstelling van een breed publiek. Hij werd ook populair als televisiepersoonlijkheid. Kenmerkend voor zijn poëzie is dat hij bijna al zijn gedichten in verband bracht met een plek, vaak een dorp, soms een gebouw.
Betjeman was bovendien een autoriteit op het gebied van Britse architectuur en probeerde die in zijn werk te populariseren. Hij was een van de oprichters van The Victorian Society, die tot doel heeft Victoriaanse en Edwardiaanse architectuur te behouden. Zijn waarschijnlijk grootste succes was de geslaagde campagne om het in 1868 gebouwde Station St Pancras van de slopershamer te redden.
In 1969 werd hij geridderd en sindsdien mag hij sir genoemd worden.  In 1972 werd hij Poet Laureate.

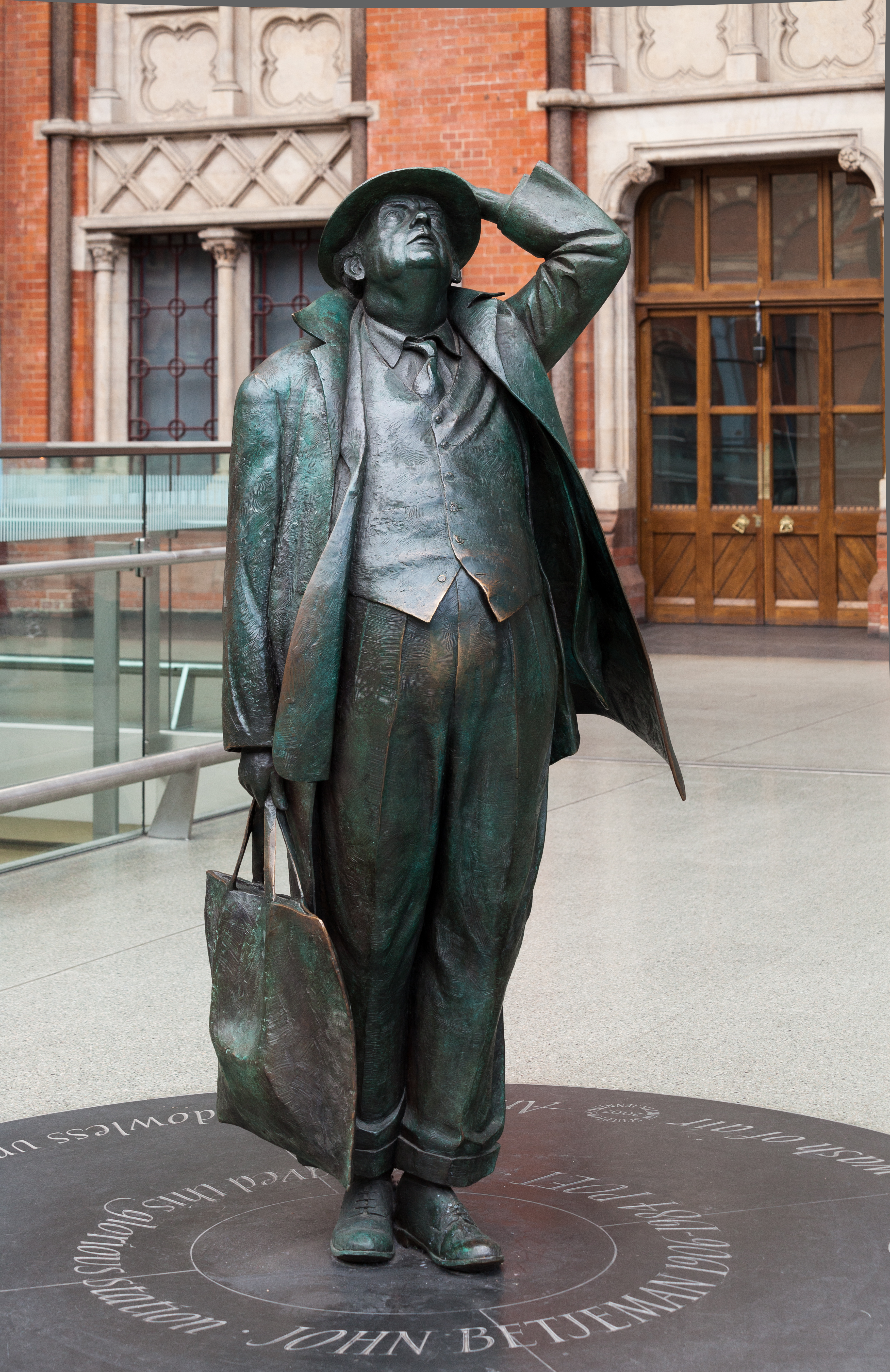
Standbeeld van John Betjeman in Station London St Pancras International, Londen

## Fragment
Fragment uit In Westminster Abbey:
Let me take this other glove off
As the vox humana swells,
And the beauteous fields of Eden
Bask beneath the Abbey bells,
Here, where England's statesman lie,
Listen to a lady's cry.
Gracious Lord, oh bomb the Germans.
Spare their women for Thy Sake,
And if that is not too easy
We will pardon Thy Mistake.
But, gracious Lord, whate'er shall be,
Don't let anyone bomb me.

## Werken
- Mount Zion (1931)
- Ghastly good taste (1933)
- Continual dew (1937)
- Antiquarian prejudice (1939)
- Old lights for new chancels (1940)
- New bats in old belfries (1945)
- Slick but not streamlined (1947)
- Selected poems (1948)
- First and last loves (1952)
- A few late chrysanthemums (1954)
- Collected poems (1958)
- Guide to English parish churches (1958)
- Summoned by bells (1960)
- High and low (1966)
- Victorian and Edwardian London (1969)
- Collected poems (1971)
- London's historic railway stations (1972)
- A nip in the air (1974)
- Uncollected poems (1984)